# Бознаско
Бознаско (італ. Bosnasco, п'єм. Bosnasco) — муніципалітет в Італії, у регіоні Ломбардія,  провінція Павія.
Бознаско розташоване на відстані близько 440 км на північний захід від Рима, 50 км на південь від Мілана, 21 км на південний схід від Павії.
Населення — 638 осіб (2014).
Щорічний фестиваль відбувається 16 липня. Покровитель — Madonna del Carmine.

## Демографія
Населення за роками:

Станом на 1 січня 2023 року в муніципалітеті офіційно проживало 65 іноземців з 13 країн, серед них 45 громадян країн Євросоюзу та 2 громадяни України.

## Сусідні муніципалітети
- Арена-По
- Кастель-Сан-Джованні
- Монту-Беккарія
- Сан-Дам'яно-аль-Колле
- Ценевредо